# Wally Yamaguchi
Yusuke "Wally" Yamaguchi (ウォーリー山口?  Minato, Tokio, 5 de mayo de 1958-10 de marzo de 2019), más conocido como Yamaguchi-San, fue un Manager de lucha libre profesional. 

## Biografía
Yamaguchi fue un escritor de la revista de lucha libre Weekly Gong, y alcanzó su mayor fama en la World Wrestling Federation, como manager de Kai En Tai en 1998.
El 10 de marzo de 2019, Jimmy Suzuki, el presidente de Tokyo Championship Wrestling, compartió a través de Twitter que Yamaguchi había fallecido a los 60 años. La causa de la muerte no está clara, pero Yamaguchi había estado lidiando con problemas de salud desde que sufrió un derrame cerebral en diciembre de 2017, lo que lo dejó en cama y luchando por su vida.